# Toni Villa
Laureano Antonio Villa Suárez (Murcia, 7 de enero de 1995), conocido como Toni Villa, es un futbolista español que juega de centrocampista en la S. D. Eibar de la Segunda División de España.

## Trayectoria
Toni llegó a la cantera del Real Valladolid en 2011 procedente del Atlético Ciudad de Lorquí. Debutó en Segunda B con el filial blanquivioleta en abril de 2014. En verano de 2016, tras realizar la pretemporada con el primer equipo, el técnico Paco Herrera le comunicó que no contaba con él, por lo que se le buscó una salida a la Cultural y Deportiva Leonesa.
En la temporada 2016-17, fue pieza clave de la Cultural y Deportiva Leonesa, dirigida por Rubén de la Barrera, para lograr el ascenso a Segunda. Tras finalizar la temporada volvió al Real Valladolid a cambio de 35 000 euros. En la temporada 2017-18 fue una pieza importante de la plantilla que consiguió el ascenso a Primera.
El 17 de agosto de 2018 debutó en Primera División con el conjunto blanquivioleta, en un empate a cero a domicilio, ante el Girona F. C. Precisamente a este equipo se fue traspasado el 1 de septiembre de 2022 después de doce años en el club y 155 partidos con el primer equipo.
En su primera campaña en el conjunto gerundense, participó en 26 encuentros antes de sufrir una lesión de rodilla que le mantuvo aproximadamente doce meses de baja, jugando solo dos partidos durante la siguiente temporada en la que el equipo se clasificó para disputar la Liga de Campeones de la UEFA. Al inicio de su tercer año en la entidad, acordó la rescisión de su contrato y firmó por la S. D. Eibar hasta 2026.

## Clubes
Actualizado al último partido disputado el 1 de junio de 2025.
| Club                               | Div.          | Temporada     | Liga  | Liga  | Copas nacionales | Copas nacionales | Copas internacionales | Copas internacionales | Total | Total |
| Club                               | Div.          | Temporada     | Part. | Goles | Part.            | Goles            | Part.                 | Goles                 | Part. | Goles |
| ---------------------------------- | ------------- | ------------- | ----- | ----- | ---------------- | ---------------- | --------------------- | --------------------- | ----- | ----- |
| Real Valladolid C. F. "B" · España | 2.ª B         | 2014-15       | 37    | 5     | ―                | ―                | ―                     | ―                     | 37    | 5     |
| Real Valladolid C. F. "B" · España | 2.ª B         | 2015-16       | 37    | 2     | ―                | ―                | ―                     | ―                     | 37    | 2     |
| Real Valladolid C. F. "B" · España | Total club    | Total club    | 74    | 7     | 0                | 0                | 0                     | 0                     | 74    | 7     |
| Cultural Leonesa · España          | 2.ª B         | 2016-17       | 40    | 7     | 5                | 0                | ―                     | ―                     | 45    | 7     |
| Cultural Leonesa · España          | Total club    | Total club    | 40    | 7     | 5                | 0                | 0                     | 0                     | 45    | 7     |
| Real Valladolid C. F. · España     | 2.ª           | 2017-18       | 34    | 2     | 4                | 0                | ―                     | ―                     | 38    | 2     |
| Real Valladolid C. F. · España     | 1.ª           | 2018-19       | 26    | 2     | 0                | 0                | ―                     | ―                     | 26    | 2     |
| Real Valladolid C. F. · España     | 1.ª           | 2019-20       | 23    | 0     | 1                | 0                | ―                     | ―                     | 24    | 0     |
| Real Valladolid C. F. · España     | 1.ª           | 2020-21       | 21    | 2     | 4                | 3                | ―                     | ―                     | 25    | 5     |
| Real Valladolid C. F. · España     | 2.ª           | 2021-22       | 37    | 5     | 3                | 0                | ―                     | ―                     | 40    | 5     |
| Real Valladolid C. F. · España     | 1.ª           | 2022-23       | 2     | 0     | ―                | ―                | ―                     | ―                     | 2     | 0     |
| Real Valladolid C. F. · España     | Total club    | Total club    | 143   | 11    | 12               | 3                | 0                     | 0                     | 155   | 14    |
| Girona F. C. · España              | 1.ª           | 2022-23       | 24    | 1     | 2                | 0                | ―                     | ―                     | 26    | 1     |
| Girona F. C. · España              | 1.ª           | 2023-24       | 2     | 0     | 0                | 0                | ―                     | ―                     | 2     | 0     |
| Girona F. C. · España              | Total club    | Total club    | 26    | 1     | 2                | 0                | 0                     | 0                     | 28    | 1     |
| S. D. Eibar · España               | 2.ª           | 2024-25       | 16    | 0     | 1                | 0                | ―                     | ―                     | 17    | 0     |
| S. D. Eibar · España               | Total club    | Total club    | 16    | 0     | 1                | 0                | 0                     | 0                     | 17    | 0     |
| Total carrera                      | Total carrera | Total carrera | 299   | 26    | 20               | 3                | 0                     | 0                     | 319   | 29    |
| 1.                                 |               |               |       |       |                  |                  |                       |                       |       |       |